# Křížová cesta (Rajchéřov)
Křížová cesta v Rajchéřově na Jindřichohradecku se nachází v okolí obce.

## Historie
Původní křížová cesta vedla severně od obce při cestě na Návary a tvořila ji řada zastavení v podobě kamenných sloupků. Po roce 2000 vznikla v místě nová křížová cesta se čtrnácti kovovými kříži. Kříže jsou vysoké asi 4 metry a jsou zhotoveny ze železných profilů s průhledy mezi jednotlivými rameny.